# Istomicha (obwód wołogodzki)
Istomicha (ros. Истомиха) – wieś w Rosji, w rejonie charowskim obwodu wołogodzkiego. W 2010 r. liczyła 10 mieszkańców.